# シャウムブルク郡
シャウムブルク郡 (-ぐん、ドイツ語: Landkreis Schaumburg) は、ドイツ連邦共和国ニーダーザクセン州中部、ハノーファーの西に位置する郡。

## 地理
南部はヴェーザー山地地方（ハルル、ジュンテル、ビュッケベルク、ダイスター、ヴェーザー山地）である。北ドイツ低地が始まる北部にはシャウムブルクの森やシュタインフーダー・メーア自然公園がある。西部は、ヴェーザー川沿いに州境からミンデン＝リュベッケ郡に属するポルタ・ヴェストファーリカまで、わずか数kmである。東部はハノーファー大都市圏に近いことで利便を享受している。

### 隣接する郡
シャウムブルク郡は、北から時計回りに、以下の郡と境を接している。ニーンブルク/ヴェーザー郡、ハノーファー広域連合、ハーメルン＝ピルモント郡およびノルトライン＝ヴェストファーレン州に属す2つの郡、リッペ郡とミンデン＝リュベッケ郡である。

## 歴史
シャウムブルク郡はニーダーザクセン州の郡域再編に伴い1977年8月1日に旧シャウムブルク＝リッペ郡とグラーフシャフト・シャウムブルク郡とが合併して成立した。この時、ヘシシュ・オルデンドルフはハーメルン＝ピルモント郡に編入された。グローセンハイドルン、イーデンゼルモーア＝ニーングラーベン、シュタインフーデは1974年3月1日までにヴンストルフに合併され、ハノーファー郡に移されていた。これによりシャウムブルク郡は中世のラント・シャウムブルクとほぼ同じ形に再び統合された。
ヘッセン＝カッセル方伯、リッペ伯、カレンベルク公によって旧シャウムブルク伯領が分割されたのは1647年であった。このヘッセン部分はシャウムブルク伯領の名を継承し、1866年にプロイセンのヘッセン＝ナッサウ州となり、その後グラーフシャフト・シャウムブルク郡（郡庁所在地はリンテルン）となった。1932年にプロイセンの行政改革に伴ってハノーファー州に配属された。
シャウムブルク伯領のリッペ部分は1647年以降シャウムブルク＝リッペ伯領と称した。1807年に諸侯に昇格し、1815年にはシャウムブルク＝リッペ侯国としてドイツ連邦に参加した。1918年のドイツ革命でシャウムブルク＝リッペ候が廃位されるとシャウムブルク＝リッペ州となり、1946年まで独立を保ったが、その後新たに創設されたニーダーザクセン州に統合された。シャウムブルク＝リッペはビュッケブルク郡とシュタットハーゲン郡の2つの郡からなっていたが、両者は1948年にシャウムブルク＝リッペ郡として合併した。

## 行政

### 郡議会
2021年9月12日に郡議会選挙での得票率とそれに基づく議席配分は以下の通りである。
| 政党名                              | 得票率  | 議席数  |
| ----------------------------------- | ------- | ------- |
| SPD                                 | 36.45   | 18      |
| CDU                                 | 31.21   | 17      |
| Grüne                               | 13.33   | 7       |
| Wählergemeinschaft Schaumburg (WGS) | 6.78    | 4       |
| AfD                                 | 5.25    | 3       |
| FDP                                 | 4.70    | 3       |
| Linke                               | 2.19    | 1       |
| Freie Wähler (FW)                   | 2.03    | 1       |
| その他の合計                        | 1.05    | 0       |
| 計                                  | 100     | 54      |
| 投票率                              | 56.99 % | 56.99 % |

### 郡長
郡長は2011年3月1日からイェルク・ファル（無所属）が務めている。

### 紋章
図柄: 青い縁取り、赤地に白いイラクサの葉。
この郡の象徴的建造物であり、中世にはシャウムブルク伯領の主城であったシャウムブルク城は、リンテルン市シャウムブルク区のネッセルベルク (Nesselberg) に建っている。（Nessel = イラクサ）

## 経済と社会資本

### 経済
郡域内では、サービス業部門が総生産の大きな部分を占める。この他に、自然景観や歴史的建造物による観光業が大きな役割を果たしている。また、家具産業、ガラス生産、鉱石採掘、さらには保養地の温泉業といった分野の全国的に知られた企業がある。

### 交通
郡内をヴェーザー川およびミッテルラント運河が通っている。連邦アウトバーンA2号線が西から北東に向かって横切っており、バート・アイルゼン、レーレン（アウエタール）、ラウエナウ、バート・ネンドルフのインターチェンジが郡内にある。連邦道B65号線はミンデンからビュッケブルクやシュタットハーゲンを経由してバート・ネンドルフに至り、ここからさらにハノーファーへと延びている。B83号線はハーメルンから来てビュッケブルクの西でB65号線に合流する。B238号線はシュタインベルゲン（リンテルンの市区）からリンテルンを経由してレムゴーおよびデトモルトへ南部を南に向かって走り、B442号線はノイシュタット・アム・リューベンベルゲからヴンストルフ、バート・ネンドルフやラウエナウを経由してアイムベックハウゼン（バート・ミュンスター・アム・ダイスター）に至る郡北東部を南北に走っている。この郡はハノーファーSバーンのS1（ハステ - ハノーファー - ミンデン）およびS2（ハステ - ハノーファー - ニーンブルク/ヴェーザー）が接続している。さらにレギオナルエクスプレスのブラウンシュヴァイク - ハノーファー - ミンデンを結ぶ列車が走っており、さらにビーレフェルトやオスナブリュック、ライネに至る列車も運行されている。さらに南部をビュンデ/レーネからバート・エーンハウゼン - リンテルン - ハーメルンを経由してヒルデスハイムあるいはボーデンブルク（バート・ザルツデトフルト）にいたるユーロバーンが郡内を走っている。

### 社会施設
クリニーク・シャウムブルクは、シュタットハーゲンとリンテルンに2つの救急病院を有しており、さらにビュッケブルクにはベーテル病院という別の救急病院がある。この他に多くの病院がある。現在、救急医療体制の改革が行われている。2008年12月16日にproDiako傘下の3つの病院が統合され、それまでの病院が閉鎖されてオーベルンキルヒェンに新しい病院が建設された。また公立病院の Sana Kliniken AG あるいは Rhön-Klinikum AG への売却も話題になった。

## 文化

### 民族衣装
シャウムブルク地方にはドイツで最も色鮮やかな民族衣装が着用された。このシャウムブルガー・トラハト（シャウムブルクの衣装）は1800年頃にビュッケブルク、フリレ、リントホルストの民族衣装として育まれた。いずれの地方も赤いスカートが共通している。ビュッケブルクの女性の衣装は黒いフリューゲ（翼）または後に垂れ下がる形の頭巾で見分けることができる。リントホルストの女性は前に垂らした束ね髪の上に黒いリボン型の頭巾を被る。フリレの民族衣装は、珍しいのだが、絹のリボンで造った小さな頭巾を被る。赤いスカートは90年代までは着用されていた。現在こうした民族衣装は民族衣装舞踊団によって保存されている。

### スポーツ
毎年シャウムブルク地方で開催されている大規模なスポーツイベント「ヤーン・ベルクトゥルンフェスト」は2010年に75回記念大会を行った。このイベントは1935年からビュッケベルクで開催され、1979年からは JBFCビュッケベルクで行われている。シャウムブルク地方の様々なクラブからの参加者や見物客が何百人もやって来る。いくつかの競技はオーベルンキルヒェンやシュタットハーゲンでも行われた。

## 市町村
| アインハイツゲマインデ 1. アウエタール (Auetal, 6,217) 2. ビュッケブルク 市 (Bückeburg, 19,754) 3. オーベルンキルヒェン 市 (Obernkirchen, 9,407) 4. リンテルン 市 (Rinteln, 25,626) 5. シュタットハーゲン 市 (Stadthagen, 22,924) ザムトゲマインデとその構成市町村 1. ザムトゲマインデ・アイルゼン (Samtgemeinde Eilsen 6,908) 1. アーンゼン (Ahnsen 993) 2. バート・アイルゼン * (Bad Eilsen 2,563) 3. ブーフホルツ (Buchholz 739) 4. ヘーセン (Heeßen 1,422) 5. ルーデン (Luhden 1,191) 2. ザムトゲマインデ・リントホルスト (Samtgemeinde Lindhorst 7,943) 1. ベッケドルフ (Beckedorf 1,439) 2. ホイエルセン (Heuerßen 896) 3. リントホルスト * (Lindhorst 4,507) 4. リューダースフェルト (Lüdersfeld 1,101) 3. ザムトゲマインデ・ネンドルフ (Samtgemeinde Nenndorf 18,067) 1. バート・ネンドルフ * (Bad Nenndorf 11,629)、市 2. ハステ (Haste 2,781) 3. ホーンホルスト (Hohnhorst 2,181) 4. ズートフェルト (Suthfeld 1,476) 4. ザムトゲマインデ・ニーデルンヴェーレン (Samtgemeinde Niedernwöhren 7,823) 1. ラウエンハーゲン (Lauenhagen 1,299) 2. メーアベック (Meerbeck 1,848) 3. ニーデルンヴェーレン * (Niedernwöhren 1,999) 4. ノルトゼール (Nordsehl 677) 5. ポルハーゲン (Pollhagen 1,063) 6. ヴィーデンザール (Wiedensahl 937)、フレッケン 5. ザムトゲマインデ・ニーンシュテット (Samtgemeinde Nienstädt 10,170) 1. ヘルプゼン * (Helpsen 1,932) 2. ヘスペ (Hespe 2,051) 3. ニーンシュテット (Nienstädt 4,464) 4. ゼッゲブルーフ (Seggebruch 1,723) | 6. ザムトゲマインデ・ローデンベルク (Samtgemeinde Rodenberg 15,967) 1. アーペレルン (Apelern 2,424) 2. ヒュルゼーデ (Hülsede 1,064) 3. ラウエナウ (Lauenau 4,341)、フレッケン 4. メッセンカンプ (Messenkamp 722) 5. ポーレ (Pohle 891) 6. ローデンベルク * (Rodenberg 6,525)、市 7. ザムトゲマインデ・ザクセンハーゲン (Samtgemeinde Sachsenhagen 9,430) 1. アウハーゲン (Auhagen 1,293) 2. ハーゲンブルク (Hagenburg 4,564)、フレッケン 3. ザクセンハーゲン * (Sachsenhagen 1,973)、市 4. ヴェルピングハウゼン (Wölpinghausen 1,600) |

* ザムトゲマインデの本部所在地を示す。
フレッケンは市場開催権など特定の自治権を古くから認められていた町村。
人口は、2023年12月31日 時点の数値である。

## 引用
1. 1 2  Landesamt für Statistik Niedersachsen, LSN-Online Regionaldatenbank, Tabelle A100001G: Fortschreibung des Bevölkerungsstandes, Stand 31. Dezember 2023
2. ↑  “Kreiswahl Landkreis Schaumburg 12.09.2021”. 2022年8月19日閲覧。
3. ↑  http://www.landkreis-schaumburg.de/page/page_ID/609
4. ↑  Jahn-Bergturnfest Historie
5. ↑  75. Jahn-Bergturnfest mit Turnschau und Kreiswandertag　シャウムブルガー・ハナリヒテン 2010年6月17日付